# Frans Peter von Knorring
Frans Peter von Knorring, född 6 oktober 1792 i Kumo socken, död 29 mars 1875 i Finströms socken på Åland, var en finländsk präst och skolman. Han var son till Henrik Gustaf von Knorring och bror till Eugen von Knorring. 
von Knorring var prost och kyrkoherde i Finström på Åland, men verkade också på andra områden. Det var bland annat hans tankar som gav upphov till den finska skolplikten och flickskolor; alltså är den finska folkskolan en av hans förtjänster. Än idag finns hans undervisningsfilosofi till stor del i grundskolan. Han gav ut böcker inom filosofi, språkforskning, hushållning och geografi. Han grundade själv skolor runt om på Åland, bland annat en navigationsskola för den allt mer krävande bondeseglationen. 1868 startade han Ålands första tidning Åland.
Till hans ära finns en staty uppförd av Håkan Bonds utanför Finströms kyrka samt i Mariehamn. Man kan också besöka von Knorringmuseet alldeles intill kyrkan och prästgården.